# Curvatura minore dello stomaco
Nell'anatomia umana la parte esterna dello stomaco può essere diviso in curvatura maggiore dello stomaco e curvatura minore, la prima è 4-5 volte più grande della seconda.

## Anatomia
La curvatura inizia nel cardias e termina nel piloro, si volge verso l'alto e addietro.